# Yueping
Yueping (kinesiska: 岳屏, 岳屏镇) är en köping i Kina. Den ligger i provinsen Hunan, i den södra delen av landet, omkring 150 kilometer söder om provinshuvudstaden Changsha. Antalet invånare är 21088. Befolkningen består av 9 424 kvinnor och 11 664 män. Barn under 15 år utgör 14,0 %, vuxna 15-64 år 78 %, och äldre över 65 år 7,0 %. Yueping ligger vid sjön Baiyutan Shuiku.
Genomsnittlig årsnederbörd är 1 658 millimeter. Den regnigaste månaden är maj, med i genomsnitt 253 mm nederbörd, och den torraste är oktober, med 28 mm nederbörd.